# Rhammatocerus victori
Rhammatocerus victori är en insektsart som beskrevs av Alves Dos Santos och Assis-pujol 2003. Rhammatocerus victori ingår i släktet Rhammatocerus och familjen gräshoppor. Inga underarter finns listade i Catalogue of Life.